# Ilona Knobbe
Ilona Knobbe (* 10. Februar 1948 in Leipzig) ist eine deutsche Schauspielerin, Kabarettistin, Regisseurin und Theaterpädagogin.

## Leben
Knobbe wuchs in der DDR auf. Nach dem Schauspielstudium an der Theaterhochschule Leipzig (1967–1971) und einem Praktikum am Städtischen Theater Karl-Marx-Stadt (1969–1971) erhielt sie Engagements am Theater Greifswald und am Kleist-Theater Frankfurt (Oder), in dessen Ensemble sie bis zur Schließung des Theaters im Jahre 2000 in 300 Rollen zu sehen war. Sie war Regisseurin am Jugendtheater am Halbleiterwerk Frankfurt (Oder) und erhielt einen Kunstpreis für die Inszenierung „Frieden spielen“. Es folgten Arbeiten für den Film, das Fernsehen und die „Oderwelle“, u. a. als Sprecherin der „Morgengrüße“. Danach war sie freiberuflich tätig. Knobbe lebt in Berlin und in Wittenberg.

## Theaterrollen (Auswahl)
- Tilly in „Arno Prinz von Wolkenstein“,
- Eve in „Der zerbrochene Krug“, Jenny in „Die Dreigroschenoper“,
- Amalia in „Die Räuber“, „Franca Rame Monologe“,
- Ulrike von Kleist in „Tragödien“,
- Frau Sommer in „Stella“.
- Frau von Stein in „Ein Gespräch im Hause Stein über den abwesenden Herrn von Goethe“,
- Miss Campbell in „Geliebter Lügner“,
- Katharina von Bora in „Mit Luthers essen“,
- Zarah Leander in „Ein einsamer Geburtstag“,
- Barbara Cranach in „Mit Cranachs essen“
- Johanna II. in „Die amerikanische Päpstin“.

## Filmografie (Auswahl)
- 1987: Annoncenglück
- 1988: Kalte Duschen
- 1988: Der Staatsanwalt hat das Wort: Rosi fehlt
- 1989: Restaurant 'Zur letzten Hoffnung'
- 1991: Der Rest, der bleibt (Fernsehfilm)
- 1989: Polizeiruf 110: Katharina
- 1990: Polizeiruf 110: Allianz für Knete
- 1997: Schimanski: Die Schwadron

## Regiearbeiten (Auswahl)
„Die Jungs“ von Heinz Drewniok, „Im Morgengrauen ist es noch still“ von Boris Wassiliew, „Die Weihnachtsgans Auguste“ von Friedrich Wolf, „Alle Jahre wieder“ ein weihnachtliches Spektakel von Ilona Knobbe, „Die Hirtin und der Schornsteinfeger“ nach Hans Christian Andersen.